# Didymostigma trichanthera
Didymostigma trichanthera är en tvåhjärtbladig växtart som beskrevs av C.X. Ye och X.G. Shi. Didymostigma trichanthera ingår i släktet Didymostigma och familjen Gesneriaceae. Inga underarter finns listade i Catalogue of Life.